# Matthew Walton
Matthew Walton (* um 1750; † 18. Januar 1819 in Springfield, Kentucky) war ein US-amerikanischer Politiker. Zwischen 1803 und 1807 vertrat er den Bundesstaat Kentucky im US-Repräsentantenhaus.

## Werdegang
Matthew Walton war ein Cousin von George Walton (1741–1804), einem Gouverneur und US-Senator aus Georgia. Ein anderer Cousin war John Walton (1738–1783), der 1778 am Kontinentalkongress teilnahm. Das genaue Geburtsdatum und der Geburtsort von Walton sind nicht bekannt. Er erhielt nur eine eingeschränkte Schulbildung. In den Jahren 1785 und 1787 war er Delegierter auf zwei Konferenzen, die in Danville stattfanden. Dort wurde über die Gründung des künftigen Staates Kentucky beraten. 1792 saß Walton in der verfassungsgebenden Versammlung des in diesem Jahr entstehenden Staates Kentucky.
Politisch war er Mitglied der von Thomas Jefferson gegründeten Demokratisch-Republikanischen Partei. In den Jahren 1792, 1795 und 1808 gehörte er als Abgeordneter dem Repräsentantenhaus von Kentucky an. Bei den Kongresswahlen des Jahres 1802 wurde Walton im neu eingerichteten dritten Wahlbezirk von Kentucky in das US-Repräsentantenhaus in Washington, D.C. gewählt, wo er am 4. März 1803 sein neues Mandat antrat. Nach einer Wiederwahl im Jahr 1804 konnte er bis zum 3. März 1807 zwei Legislaturperioden im Kongress absolvieren. Während seiner Zeit als Kongressabgeordneter wurde im Jahr 1803 durch den von Präsident Jefferson getätigten Louisiana Purchase das Staatsgebiet der Vereinigten Staaten beträchtlich erweitert. Im Jahr 1804 wurde der 12. Verfassungszusatz ratifiziert.
Nach dem Ende seiner Zeit im US-Repräsentantenhaus hat Matthew Walton kein weiteres höheres politisches Amt mehr bekleidet. Er starb am 18. Januar 1819 in Springfield und wurde dort auch beigesetzt.